# Ishockeydomare

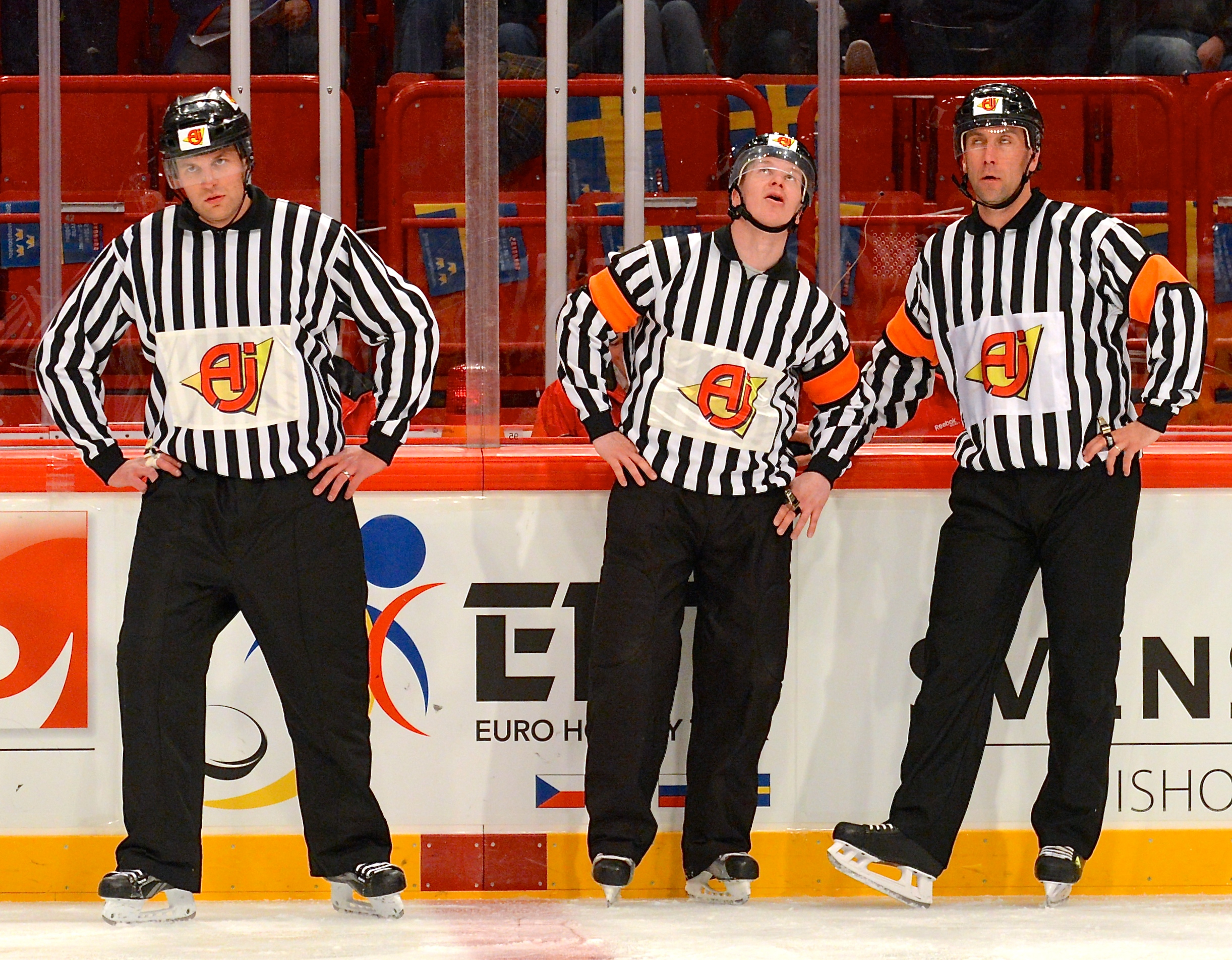
Ishockeydomare i matchen Sverige - Ryssland i Oddset Hockey Games 2014 i Globen i Stockholm.

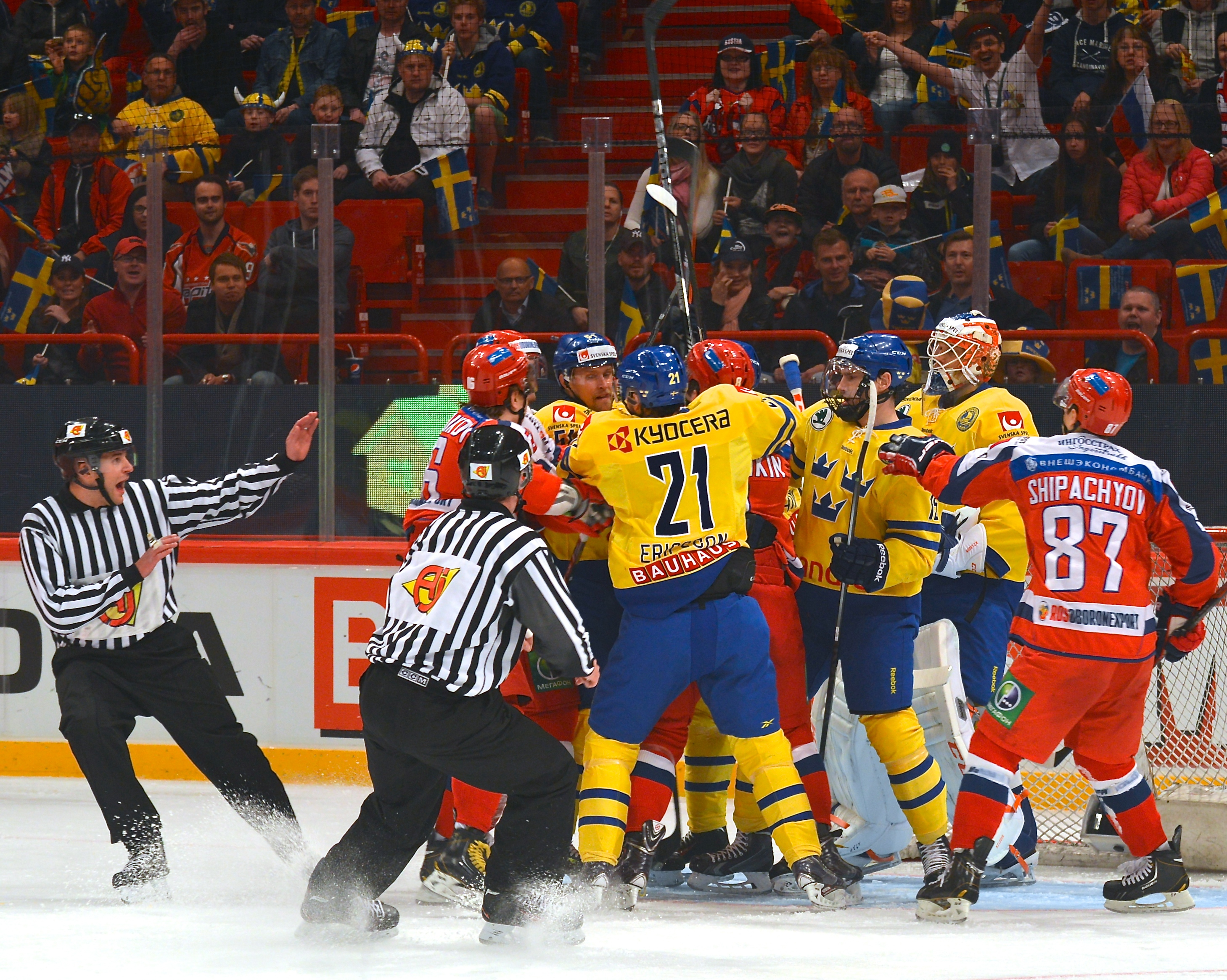
Domaringripanden i matchen mot Ryssland i Oddset Hockey Games 2014 i Globen i Stockholm.

En ishockeydomare är en person som dömer ishockeymatcher och alltså ser till att reglerna följs.
Ishockeydomare brukar ha lodrät svart-vit-randig tröja, vilket bland annat lett till tråkningar där domaren kallas "zebra". I NHL användes dessa första gången den 29 december 1955, i en match där Montreal Canadiens slog Toronto Maple Leafs med 5-2.

## Huvuddomare

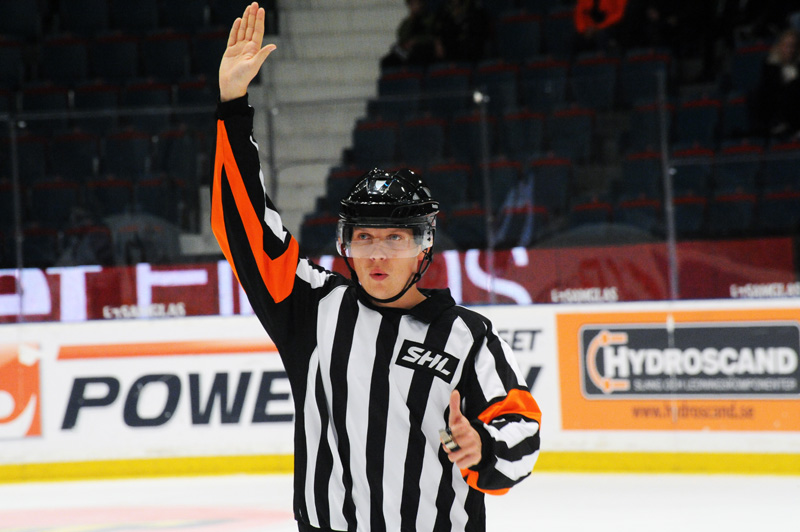
Huvuddomare i SHL.

Huvuddomaren är den domare som har huvudansvaret för att övervaka att reglerna följs, och har alltid "sista ordet" på isen. Huvuddomaren kännetecknas av att denne bär ett orange eller rött tygband, armbindel, runt varje överarm.
Ovanstående gäller då en match döms enligt tredomarsystem. Då fyrdomarsystem tillämpas finns två huvuddomare och två linjedomare. Båda huvuddomarna har då samma uppgifter, men placerar sig på varsin sida om spelet. Vid tvådomarsystem har båda domarna huvuddomares rättigheter, men saknar de röda armbindlarna, och sköter samtidigt gemensamt linjedomarnas uppgifter.

## Linjedomare

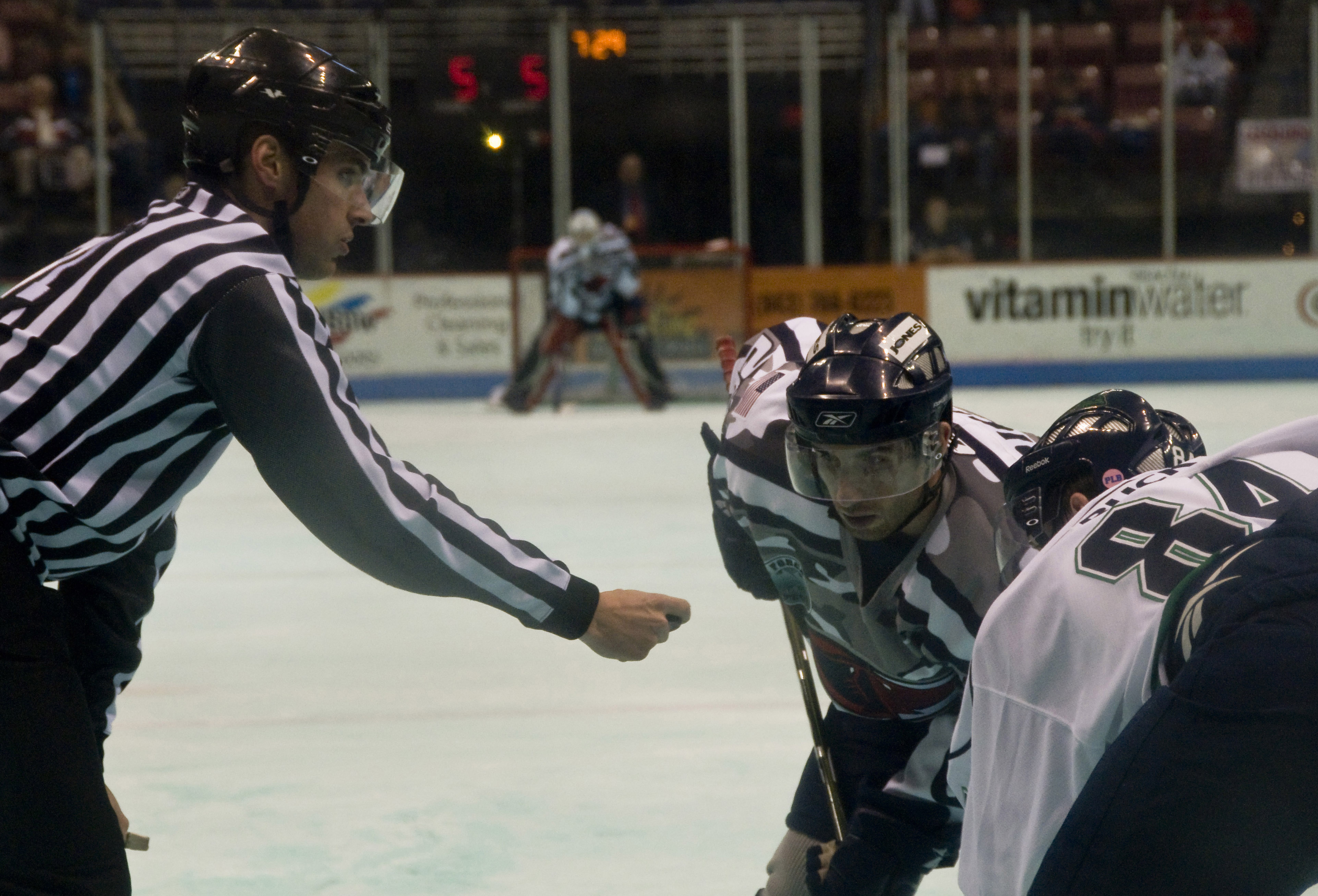
En linjedomare gör sig redo att släppa pucken i en tekning.

Linjedomarna (ofta kallat linjemän) ska då tredomarsystem tillämpas ansvara för att reglerna gällande offside, icing och rätt antal spelare på banan följs. De ska också bevaka spelet under hela matchen och rapportera förseelser som sker bakom huvuddomarens rygg till denne (om det eventuella straffet överstiger 2 minuter), avlägsna bråkiga utvisade spelare från huvuddomaren, sära på bråkstakar vid slagsmål. Linjemännen genomför samtliga nedsläpp förutom de vid match-/periodstart som huvuddomaren sköter.
Linjedomare kännetecknas av att dessa inte bär armbindlar.

## Ishockeydomare i Sverige
I Sverige ändrades detta i Elitserien inför säsongen 2005/2006 till att bli vågrät. Säsongen 2007/2008 fick domarna gråa tröjor, och den traditionellt svarta hjälmen blev också grå, men en bit in på säsongen gick de tillbaka till svarta hjälmar. Inspirationen med grå tröja kommer från hur det såg ut i National Hockey League långt tillbaka i tiden. Förslag att ta bort deras namn på ryggen har också lagts. Inför säsongen 2009/2010 beslutades att återgå till svart-vit-randiga tröjor, men ersätta namnet på ryggen av nummer mellan 2 och 99, inspirerat av domartröjorna i National Hockey League.
Säsongen 2007/2008 började Svenska Ishockeyförbundet pröva fyrdomarsystem i vissa matcher i SHL (dåvarande Elitserien i hockey), men i SM-slutspelet 2008 återgick man tillfälligt till tredomarssystemet. Inför säsongen 2008/2009 beslutade man att återigen testa systemet, och införde systemet i vissa matcher inför säsongen 2009/2010. Följande säsonger ökade man progressivt antalet matcher som använde systemet och införde det helt i samtliga matcher inför säsongen 2011/2012 och framåt.
Fyrdomarsystemet testades i HockeyAllsvenskans finalserie 2018/2019 och systemet infördes helt redan nästa säsong.